# Jesse Tobias
 (octobre 2018).
Si vous disposez d'ouvrages ou d'articles de référence ou si vous connaissez des sites web de qualité traitant du thème abordé ici, merci de compléter l'article en donnant les références utiles à sa vérifiabilité et en les liant à la section « Notes et références ».
Jesse Tobias, né le 1er avril 1972, est un guitariste texan d'origine mexicaine. Il a d'abord connu le succès grâce à sa brève collaboration avec les Red Hot Chili Peppers en 1993, à la suite du départ d'Arik Marshall, lui-même remplaçant de John Frusciante durant quelques mois. Avant cet épisode, il avait déjà joué pour le groupe Mother Tongue. Après cela, il joua aussi pour Alanis Morissette.
Alors qu'il était en tournée avec Alanis Morissette en 1996, il a rencontré Angie Hart dont le groupe Frente! faisait la première partie. Ils se marièrent en 1997 et déménagèrent à Los Angeles. Ils forment ensuite leur propre groupe, Splendid, et sortent un album en 1999. Cet album rencontre un large succès en Australie. Aux États-unis ils doivent leur succès principalement à leur association avec Joss Whedon, créateur de la série Buffy contre les vampires, qui les fait apparaître dans certaines scènes de la série. Tobias a été crédité comme producteur de l'épisode musical "Que le spectacle commence!" de la saison 6.
Jesse Tobias et Angie Hart ont divorcé au début de l'année 2005.